# Tawwaj
Tawwaj, Tawwaz o Tavvaz (pahlavi: Tuzag; persa: توج) fou una antiga vila de Fars, a l'oest de la regió, a la vora del riu Shapur a mig camí entre Kazarun i la costa.
Fou una població de certa importància esmentada pels geògrafs musulmans medievals, però va caure en ruïnes al segle xv. El seu lloc exacte no s'ha pogut localitzar.